# Sony Xperia
A Sony Xperia a Sony okostelefon-család és táblagép-sorozat összefoglaló neve. Elsőként 2008-ban jelent meg a telefonok közt, és 2012-ben a táblagépek közt. Az Xperia az angol "experience" (tapasztalat) szó elferdítése. Legelső példánya a Sony Ericsson Xperia X1 volt.

## Története
Az Xperia X1 volt a család első tagja, mely 2008-ban jelent meg, nagyfelbontású (311 ppi) kijelzővel, és bevezetésének nem titkolt célja az volt, hogy rivalizáljanak az akkoriban feltörő okostelefon-gyártókkal, mint a HTC és az Apple. A telefon azonban egyáltalán nem lett sikeres, melynek oka főként a lassú és kezelhetetlen Windows Mobile operációs rendszer volt. Utódja, a Sony Ericsson Xperia X2 már 8 megapixeles kamerát és GPS-támogatást is kapott, szoftveres téren pedig a Windows Mobile 6.5-öt. Ekkor jelent meg a hagyományos telefonok tudásával bíró, de az Xperia-sorozatba integrált extravagáns telefon, a teljesen átlátszó kijelzőjű Sony Ericsson Xperia X5 Pureness.
A széria sikerei onnantól kezdődtek, hogy átálltak az Android operációs rendszerre. Az első ilyen telefon a Sony Ericsson Xperia X10 volt, noha sok kritika érte amiatt, hogy kiadásakor a már meglehetősen elavult 1.6-os verziót futtatta. Bár később kapott frissítést, ez a gyártó által áttervezett felület miatt elég későn érkezett. Ugyancsak hiányosság volt a többujjas vezérlés a kezdeti modellekben, de a frissítésekkel ezek is bekerültek. Az X10 kicsinyített verzióival a Sony Ericsson megteremtette a maroktelefonok kategóriáját is.
2012-től már táblagépek is megjelennek Sony néven, a telefonok pedig innentől kezdve már csak Sony név alatt, jellegzetes, könnyen felismerhető dizájnnal. Ennek elemei a szögletes, elnyújtott készülékház, ennek köszönhetően szélesebb alsó és felső kávák, kör alakú alumínium be/kikapcsoló gomb és dedikált kétállású fényképezőgép-gomb, valamint Xperia-felirat a készülék hátoldalán.

## Sony Ericsson

### Okostelefonok (Windows Mobile)
| Kódnév | Név       | Megjelent | Windows Mobile verzió | Processzor                 | RAM    | ROM    | Kijelző   | Súly | Akkumulátor | Fizikai billentyűzet | Bluetooth | Wi-Fi     | Kamera                       | Hálózatok  |
| ------ | --------- | --------- | --------------------- | -------------------------- | ------ | ------ | --------- | ---- | ----------- | -------------------- | --------- | --------- | ---------------------------- | ---------- |
| Venus  | Xperia X1 | 2008–10   | 6.1                   | 528 MHz Qualcomm MSM7200A] | 256 MB | 512 MB | 3" WVGA   | 158g | 1500        | Van                  | 2.0 + EDR | 802.11b/g | Hátsó: 3.2 MP Első: 76800 px | GSM / HSPA |
| Vulcan | Xperia X2 | 2009–09   | 6.5                   | 528 MHz Qualcomm MSM7200A  | 288 MB | 512 MB | 3.2" WVGA | 155g | 1500        | Van                  | 2.1 + EDR | 802.11b/g | Hátsó: 8 MP Első: 0.3 MP     | GSM / HSPA |

### Sony Ericsson Xperia-sorozat (Android)
| Kódnév   | Név                 | Platform | Megjelenés | Android verzió  | Processzor                             | RAM    | ROM    | Kijelző    | Súly   | Akkumulátor | Fizikai billentyűzet | Bluetooth | Wi-Fi       | Kamera                     | Hálózatok          |
| -------- | ------------------- | -------- | ---------- | --------------- | -------------------------------------- | ------ | ------ | ---------- | ------ | ----------- | -------------------- | --------- | ----------- | -------------------------- | ------------------ |
| Rachel   | Xperia X10          | Es209ra  | 2010-03    | 1.6 / 2.1 / 2.3 | 1 GHz Qualcomm Snapdragon S1 QSD8250   | 384 MB | 1 GB   | 4" FWVGA   | 135g   | 1500        | Nincs                | 2.1 + EDR | 802.11b/g   | 8.1 MP                     | GSM / HSPA         |
| Mimmi    | Xperia X10 mini pro | Delta    | 2010-05    | 1.6 / 2.1       | 600 MHz Qualcomm Snapdragon S1 MSM7227 | 256 MB | 256 MB | 2.55" QVGA | 120g   | 970         | Igen                 | 2.0 + EDR | 802.11b/g   | 5 MP                       | GSM / HSPA         |
| Robyn    | Xperia X10 mini     | Delta    | 2010-05    | 1.6 / 2.1       | 600 MHz Qualcomm Snapdragon S1 MSM7227 | 256 MB | 256 MB | 2.55" QVGA | 88g    | 950         | Nincs                | 2.0 + EDR | 802.11b/g   | 5 MP                       | GSM / HSPA         |
| Shakira  | Xperia X8           | Delta    | 2010-09    | 1.6 / 2.1       | 600 MHz Qualcomm Snapdragon S1 MSM7227 | 168 MB | 128 MB | 3" HVGA    | 104g   | 1200        | Nincs                | 2.0 + EDR | 802.11b/g   | 3.2 MP                     | GSM / HSPA         |
| Anzu     | Xperia arc          | Mogami   | 2011-03    | 2.3 / 4.0       | 1 GHz Qualcomm Snapdragon S2 MSM8255   | 512 MB | 1 GB   | 4.2" FWVGA | 117g   | 1500        | Nincs                | 2.1 + EDR | 802.11b/g/n | 8.1 MP                     | GSM / HSPA         |
| Hallon   | Xperia neo          | Mogami   | 2011-03    | 2.3 / 4.0       | 1 GHz Qualcomm Snapdragon S2 MSM8255   | 512 MB | 1 GB   | 3.7" FWVGA | 126g   | 1500        | Nincs                | 2.1 + EDR | 802.11b/g/n | Hátsó: 8.1 MP Első: 0.3 MP | GSM / HSPA         |
| Zeus     | Xperia Play         | Zeus     | 2011-03    | 2.3             | 1 GHz Qualcomm Snapdragon S2 MSM8255   | 512 MB | 400 MB | 4" FWVGA   | 175g   | 1500        | Nincs                | 2.1 + EDR | 802.11b/g/n | 5.1 MP                     | HSPA               |
| Zeusc    | Xperia Play         | Zeus     | 2011-05    | 2.3             | 1 GHz Qualcomm Snapdragon S2 MSM8255   | 512 MB | 400 MB | 4" FWVGA   | 175g   | 1500        | Nincs                | 2.1 + EDR | 802.11b/g/n | 5.1 MP                     | CDMA / EV-DO       |
| Akane    | Xperia acro         | Mogami   | 2011-06    | 2.3             | 1 GHz Qualcomm Snapdragon S2 MSM8655   | 512 MB | 1 GB   | 4.2" FWVGA | 135g   | 1500        | Nincs                | 2.1 + EDR | 802.11b/g/n | 8.1 MP                     | CDMA / GSM / EV-DO |
| Azusa    | Xperia acro         | Mogami   | 2011-06    | 2.3             | 1 GHz Qualcomm Snapdragon S2 MSM8255   | 512 MB | 1 GB   | 4.2" FWVGA | 135g   | 1500        | Nincs                | 2.1 + EDR | 802.11b/g/n | 8.1 MP                     | GSM / HSPA         |
| Mango    | Xperia mini pro     | Mogami   | 2011-08    | 2.3 / 4.0       | 1 GHz Qualcomm Snapdragon S2 MSM8255   | 512 MB | 1 GB   | 3" HVGA    | 136g   | 1200        | Van                  | 2.1 + EDR | 802.11b/g/n | Hátsó: 5 MP Első: 0.3 MP   | GSM / HSPA         |
| Smultron | Xperia mini         | Mogami   | 2011-08    | 2.3 / 4.0       | 1 GHz Qualcomm Snapdragon S2 MSM8255   | 512 MB | 1 GB   | 3" HVGA    | 99g    | 1200        | Nincs                | 2.1 + EDR | 802.11b/g/n | 5 MP                       | GSM / HSPA         |
| Urushi   | Xperia ray          | Mogami   | 2011-08    | 2.3 / 4.0       | 1 GHz Qualcomm Snapdragon S2 MSM8255   | 512 MB | 1 GB   | 3.3" FWVGA | 100g   | 1500        | Nincs                | 2.1 + EDR | 802.11b/g/n | Hátsó: 8.1 MP Első: 0.3 MP | GSM / HSPA         |
| Ayame    | Xperia arc S        | Mogami   | 2011-Q3    | 2.3 / 4.0       | 1.4 GHz Qualcomm Snapdragon S2 MSM8255 | 512 MB | 1 GB   | 4.2" FWVGA | 117g   | 1500        | Nincs                | 2.1 + EDR | 802.11b/g/n | 8.1 MP                     | GSM / HSPA         |
| Haida    | Xperia neo V        | Mogami   | 2011-Q3    | 2.3 / 4.0       | 1 GHz Qualcomm Snapdragon S2 MSM8255   | 512 MB | 1 GB   | 3.7" FWVGA | 126g   | 1500        | Nincs                | 2.1 + EDR | 802.11b/g/n | Hátsó: 5 MP Első: 0.3 MP   | GSM / HSPA         |
| Satsuma  | Xperia active       | Mogami   | 2011-Q3    | 2.3 / 4.0       | 1 GHz Qualcomm Snapdragon S2 MSM8255   | 512 MB | 1 GB   | 3" HVGA    | 110.8g | 1200        | Nincs                | 2.1 + EDR | 802.11b/g/n | 5 MP                       | GSM / HSPA         |
| Iyokan   | Xperia pro          | Mogami   | 2011-10    | 2.3 / 4.0       | 1 GHz Qualcomm Snapdragon S2 MSM8255   | 512 MB | 1 GB   | 3.7" FWVGA | 142g   | 1500        | Van                  | 2.1 + EDR | 802.11b/g/n | Hátsó: 8.1 MP Első: 0.3 MP | GSM / HSPA         |